# (VII.) Henrik német király
(VII.) Henrik (németül: Heinrich (VII.)), (1211. – 1242. február 12.) szicíliai király 1212-től, német király 1220-tól és sváb herceg (II. Henrik néven) 1216-tól.

## Élete

### Ifjúkora
II. Frigyes német-római császár és Aragóniai Konstancia fiaként született. Gyermekkora nagy részét Németországban töltötte. 1212-ben Szicília királyává koronázták, 1216-ban pedig sváb herceg lett.

### Megkoronázása
Királlyá koronázását III. Ince pápa szorgalmazta abban a reményben, hogy így sikerül leválasztani Szicíliát a Német-római Birodalomról, amire Frigyes ígéretet is tett neki. Henriket azonban így is a rómaiak királyává (azaz német királlyá) választották 1220 áprilisában Frankfurtban, majd 1222. május 8-án Aachenben meg is koronázta gyámja, Engelbert kölni érsek. Amikor az érseket 1225-ben meggyilkolták, Németországban forrongás támadt, és Frigyesnek a fiához fűződő viszonya kiéleződött. 1228-tól gyakorlatilag ő képviselte Németországban a császári hatalmat.

### Lázadás édesapja ellen
Város- és hivatalnokbarát politikája miatt az 1230-as évek elejétől fogva egyre inkább szembekerült Frigyessel, valamint a német fejedelmekkel – akiknek segítségét a pápa elleni harcában édesapja nem nélkülözhette. Ez utóbbiak kényszerítették ki aztán Henriktől az 1231-es wormsi birodalmi gyűlésen a városok elleni fellépést, illetve a majd Frigyes által majd 1232-ben jóváhagyott Statutum in favorem principum kiadását. Ez a statutum 1220-as elődjével együtt Németország önálló, feudális államokká történő széthullását készítette elő.
Ugyancsak 1231-ben Henrik nem volt hajlandó megjelenni a ravennai diétán. 1232-ben meghódolt Frigyes előtt, a cividalei találkozót Henrik mély megaláztatásként élte át. Hogy városok támogatását elnyerje, a wormsi határozatokkal ellenkező jogokat adományozott nekik. A következő évben, 1233-ban kiáltványt intézett a fejedelmekhez s 1234-ben kibontotta a lázadás zászlaját Boppardnál. A felkeléshez az augsburgi és a würzburgi püspökök és a montferrati őrgróf csatlakozott. Henriknek még ez év decemberében sikerült szövetséget kötnie a lombardokkal. A minderről tudomást szerző Frigyes 1235-ben hadsereggel kelt át Németországba, mire kevés támogatója cserben hagyta a társkirályt.

### Bebörtönzése, halála

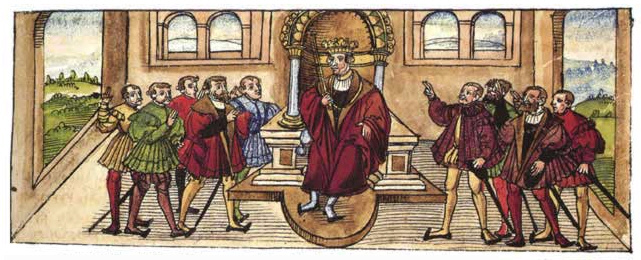
VII. Henrik Würzburgban 1234-ben, Lorenz Fries krónikás 16. századi ábrázolása.

Henrik, miután Worms elleni támadása kudarcba fulladt, meghódolt édesapja előtt. Bebörtönözték – egyelőre Németországban. Hivatalos trónfosztását nem tartották szükségesnek, hiszen megszegte az 1232-ben édesapjának tett hűségesküjét. Egy idő után az apuliai San Felicébe, majd a calabriai Martirano börtönébe vitték. Itt 7 évnyi raboskodás után a császár magához rendelte fiát, aki útközben lovával egy szakadékba zuhant.

## Gyermekei
Henrik 1225-ben, Nürnbergben házasodott össze Babenbergi Margittal (1204 – 1266. október 29.), VI. Lipót osztrák herceg leányával, aki két fiút szült férjének:
- Henrik[7] (? – 1242/1245)
- Frigyes[7] (? – 1251)